# Berwick-upon-Tweed (circonscription britannique)

Berwick-upon-Tweed dans le Northumberland.

La circonscription de Berwick-upon-Tweed est une circonscription électorale anglaise située dans le Northumberland, et représentée à la Chambre des communes du Parlement britannique depuis 2015 par Anne-Marie Trevelyan du Parti conservateur.